# Distrito do Rems-Murr
O Distrito do Rems-Murr (em alemão:  Rems-Murr-Kreis) é um distrito da Alemanha, na região administrativa de Estugarda, estado de Baden-Württemberg.

## Cidades e Municípios
- Cidades:

1. Backnang
2. Fellbach
3. Murrhardt
4. Schorndorf
5. Waiblingen
6. Weinstadt
7. Welzheim
8. Winnenden

- Municípios:

1. Alfdorf
2. Allmersbach
3. Althütte
4. Aspach
5. Auenwald
6. Berglen
7. Burgstetten
8. Großerlach
9. Kaisersbach
10. Kernen
11. Kirchberg an der Murr
12. Korb
13. Leutenbach
14. Oppenweiler
15. Plüderhausen
16. Remshalden
17. Rudersberg
18. Schwaikheim
19. Spiegelberg
20. Sulzbach
21. Urbach
22. Weissach im Tal
23. Winterbach